# Jim Shepard
Jim Shepard (Bridgeport, 29 dicembre 1956) è uno scrittore statunitense.

## Biografia
Nato nel 1956 a Bridgeport, Connecticut, vive e lavora a Williamstown, Massachusetts.
Ha ottenuto un B.A. al Trinity College di Hartford nel 1978 e un Master of Fine Arts nel 1980 all'Università Brown.
A partire dal suo esordio nel 1983 con Flights, ha pubblicato 7 romanzi, 6 raccolte di racconti e alcune opere di saggistica e suoi interventi sono apparsi in numerose riviste come il Publishers Weekly.
Specializzato nella narrativa breve e vincitore di numerosi premi tra cui l'O. Henry Prize, insegna scrittura creativa e tecniche cinematografiche al Williams College, nel Massachusetts.

## Opere (parziale)

### Romanzi
- Flights (1983)
- Paper Doll (1987)
- Lights Out in the Reptile House (1990)
- Kiss of the Wolf (1994)
- Nosferatu (1998)
- Project X (2004), Padova, Meridiano Zero, 2005 traduzione di Federica Alba ISBN 88-8237-099-2.
- Il libro di Aron (The Book of Aron, 2015), Milano, Bompiani, 2016 traduzione di Elena Malanga ISBN 978-88-452-8118-1.
- Phase Six (2021)

### Racconti
- Batting against Castro (1996)
- Love and Hydrogen (2004)
- Like You'd Understand, Anyway (2007)
- You Think That's Bad (2011)
- Non c'è ritorno, Roma, 66th and 2nd, 2012 traduzione di Eraldo Affinati ISBN 978-88-96538-17-3.
- Il mondo che verrà (The World to Come), Milano, Bompiani, 2017 traduzione di Elena Malanga ISBN 978-88-452-9373-3.

## Adattamenti cinematografici
- Il mondo che verrà (The World to Come), regia di Mona Fastvold (soggetto e sceneggiatura)[5]

## Premi e riconoscimenti
- Premio Alex: 2005 per Project X
- Premio The Story: 2007 per Like You'd Understand, Anyway
- Premio O. Henry: 2011 per Your Fate Hurtles Down at You
- Rea Award for the Short Story: 2016 alla carriera[6]